# ガミーン
ガミーン(英:Gamine)は、アメリカ合衆国で生産、調教されていた競走馬である。2020年のエクリプス賞最優秀短距離牝馬に選出された。
主な勝ち鞍は2020年エイコーンステークス、テストステークス、ブリーダーズカップ・フィリー&メアスプリント、2021年ダービーシティディスタフステークス、バレリーナステークス。 

## 戦績
2020年3月7日サンタアニタパーク競馬場の未勝利戦（ダート6.5F）を6馬身1/4差で圧勝し、デビュー戦を飾る。続く5月2日の一般戦ではクビ差で勝利するもレース後の薬物検査で失格し11着に降着となるも、のちに1着に再認定されている。G1初挑戦となった6月20日のエイコーンステークスではスタートから先手を取ると一度も先頭を譲ることなく、後続に18馬身もの差をつけG1初制覇を果たす。 8月8日のテストステークスでも好スタートから終始先頭をキープすると、最後の直線ではヴェネチアンハーバーに7馬身差をつけG1競走2連勝となった。新型コロナウイルス感染拡大の影響により9月5日に延期されたケンタッキーオークスでは道中軽快に逃げるものの直線で失速し伏兵シーデアーズザデビルから3馬身差の3着に入線するも、その後の薬物検査で二度目の失格となった。11月7日のブリーダーズカップ・フィリー&メアスプリントでは道中2番手を追走し、直線で逃げるセレンゲティエンプレスをかわして先頭に立つと後続に6馬身1/4差をつけ、1分20秒20のトラックレコードで圧勝しG1競走3勝目をマークした。
明け4歳となった2021年は4月のG2ラスフローレスステークスで始動、好スタートから先手を取ると直線では後続に5馬身差をつけて圧勝。続くダービーシティディスタフステークスではスタートからハナを奪うと、最後の直線では好位から脚を伸ばしたスコンシンを1馬身1/2差つけ快勝、G1競走4勝目となる。7月のグレートレディエムステークスでも後続を10馬身突き放して逃げ切り勝ちを収めた。8月のバレリーナステークスでは道中楽な手応えで逃げると最後は内から追いすがるレイクアヴェニューに1馬身3/4差つけ快勝、G1競走5勝目となる。連覇がかかったブリーダーズカップ・フィリー&メアスプリントではスタートからハナを奪い逃げるも失速し3着と完敗した。
翌2022年1月に現役を引退し、ヒルンデイルファームで繁殖入りすることになった。

## 血統表
| ガミーンの血統             | ガミーンの血統                   | ガミーンの血統     | （血統表の出典）   | （血統表の出典） |
| 父系                       | ストームキャット系               | ストームキャット系 | ストームキャット系 | [ § 2 ]          |
| 父 Into Mischief 2005 鹿毛 | 父の父Harlan's Holiday 1999 鹿毛 | Harlan             | Storm Cat          | Storm Cat        |
| 父 Into Mischief 2005 鹿毛 | 父の父Harlan's Holiday 1999 鹿毛 | Harlan             | Country Romance    |                  |
| 父 Into Mischief 2005 鹿毛 | 父の父Harlan's Holiday 1999 鹿毛 | Christmas in Aiken | Affirmed           | Affirmed         |
| 父 Into Mischief 2005 鹿毛 | 父の父Harlan's Holiday 1999 鹿毛 | Christmas in Aiken | Dowager            |                  |
| 父 Into Mischief 2005 鹿毛 | 父の母Leslie's Lady 1996 鹿毛    | Tricky Creek       | Clever Trick       | Clever Trick     |
| 父 Into Mischief 2005 鹿毛 | 父の母Leslie's Lady 1996 鹿毛    | Tricky Creek       | Battle Creek Girl  |                  |
| 父 Into Mischief 2005 鹿毛 | 父の母Leslie's Lady 1996 鹿毛    | Crystal Lady       | Stop the Music     | Stop the Music   |
| 父 Into Mischief 2005 鹿毛 | 父の母Leslie's Lady 1996 鹿毛    | Crystal Lady       | One Last Bird      |                  |
| 母 Peggy Jane 2009 黒鹿毛  | 母の父Kafwain 2000 黒鹿毛        | Cherokee Run       | Runaway Groom      | Runaway Groom    |
| 母 Peggy Jane 2009 黒鹿毛  | 母の父Kafwain 2000 黒鹿毛        | Cherokee Run       | Cherokee Dame      |                  |
| 母 Peggy Jane 2009 黒鹿毛  | 母の父Kafwain 2000 黒鹿毛        | Swazi's Moment     | Moment of Hope     | Moment of Hope   |
| 母 Peggy Jane 2009 黒鹿毛  | 母の父Kafwain 2000 黒鹿毛        | Swazi's Moment     | Swazi Girl         |                  |
| 母 Peggy Jane 2009 黒鹿毛  | 母の母Seattle Splash 2003 黒鹿毛 | Chief Seattle      | Seattle Slew       | Seattle Slew     |
| 母 Peggy Jane 2009 黒鹿毛  | 母の母Seattle Splash 2003 黒鹿毛 | Chief Seattle      | Skatingonthinice   |                  |
| 母 Peggy Jane 2009 黒鹿毛  | 母の母Seattle Splash 2003 黒鹿毛 | Grand Splash       | Bucksplasher       | Bucksplasher     |
| 母 Peggy Jane 2009 黒鹿毛  | 母の母Seattle Splash 2003 黒鹿毛 | Grand Splash       | Rain a Little      |                  |
| 母系(F-No.)                | 22号族(FN:22-b)                  | 22号族(FN:22-b)    | 22号族(FN:22-b)    | [ § 3 ]          |
| 5代内の近親交配            | Icecapade 5×5                    | Icecapade 5×5      | Icecapade 5×5      | [ § 4 ]          |
| 出典                       | 1. 2. 3. 4.                      | 1. 2. 3. 4.        | 1. 2. 3. 4.        | 1. 2. 3. 4.      |

- 4代母Rain a Littleの子孫に2024年東京優駿勝ち馬のダノンデサイルがいる。